# Konstantin Sergeevič Stanislavskij
Konstantin Sergeevič Stanislavskij (in russo: Константин Сергеевич Станиславский, AFI: [kənstɐnʲˈtʲin sʲɪrˈɡʲejɪvʲɪtɕ stənʲɪˈslafskʲɪj]), pseudonimo di Konstantin Sergeevič Alekseev, (in russo Константин Сергеевич Алексеев?) (Mosca, 5 gennaio 1863 – Mosca, 7 agosto 1938), è stato un attore, regista teatrale e insegnante russo e poi sovietico, teorico del teatro, noto per essere l'ideatore del metodo Stanislavskij.

## Biografia

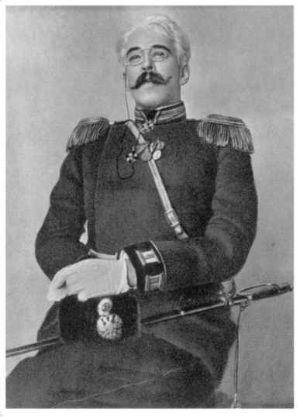
Stanislavskij in Tre sorelle di Anton Čechov, nel ruolo di Veršinin.

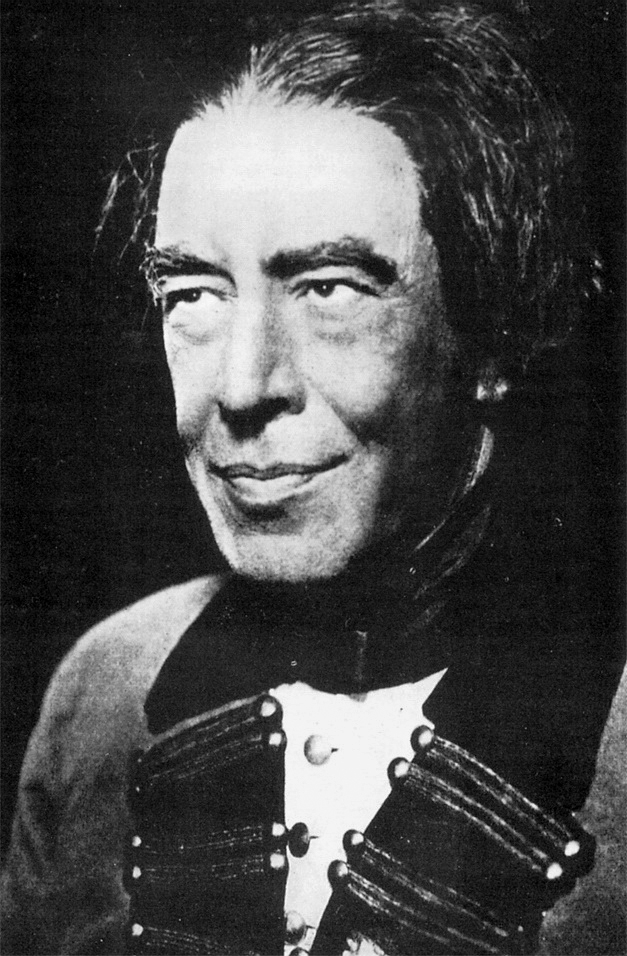
Stanislavskij ne La locandiera di Goldoni.

Stanislavskij nasce a Mosca il 5 gennaio 1863 da una famiglia facente parte di una cerchia di industriali illuminati, mecenati delle arti. Egli ha una precoce educazione teatrale e musicale, sin da bambino accumulò una serie di esperienze da attore, recitando per il Circolo teatrale fondato dalla sua famiglia. Già nei primi anni da regista, Stanislavskij dimostra un certo interesse per il vero, rifiutando i movimenti del teatro russo a lui contemporanei. A sostenerlo in questa direzione è l'esempio dei Meininger, che gli rivelarono un nuovo modo di fare teatro. Fonda una nuova compagnia teatrale e inizia la sua ricerca sull'attività dell'attore e sul personaggio. A fine secolo, a seguito dell'incontro a Mosca con lo scrittore e uomo di teatro Vladimir Nemirovič-Dančenko, nasce una nuova collaborazione che darà alla luce il Teatro d'arte di Mosca. Nascono le basi della riforma teatrale russa del '900, fenomeno che durerà fino alla morte di Stanislavskij nel 1938. 
Per la formazione dell'attore Stanislavskij applicò il suo metodo che si basava sull'approfondimento psicologico del personaggio e sulla ricerca di affinità tra il mondo interiore del personaggio e quello dell'attore. I risultati dei suoi studi furono raccolti in volumi. Nel 1938 pubblicò Il lavoro dell'attore su sé stesso e nel 1957 uscì postumo Il lavoro dell'attore sul personaggio. Nell'autobiografia pubblicata nel 1926 e tradotta in tutto il mondo, l'autore traccia in modo impareggiabile il quadro della vita teatrale moscovita di quasi mezzo secolo. Tra i suoi allievi si può citare lo scrittore sloveno Pavel Golia.

## Ripubblicazioni
- Le mie regie. Il gabbiano, a cura di Fausto Malcovati, traduzione di Fausto Malcovati, Bologna, Cue Press, 2019. ISBN 9788898442942.
- Le mie regie. Il giardino dei ciliegi, a cura di Fausto Malcovati, traduzione di Fausto Malcovati, Bologna, Cue Press, 2019. ISBN 9788855100458.
- Le mie regie. Le tre sorelle, a cura di Fausto Malcovati, traduzione di Fausto Malcovati, Bologna, Cue Press, 2019. ISBN 9788855100434.
- Le mie regie. Zio Vanja, a cura di Fausto Malcovati, traduzione di Fausto Malcovati e Roberta Arcelloni, Bologna, Cue Press, 2019. ISBN 9788855100472.

## Bibliografia

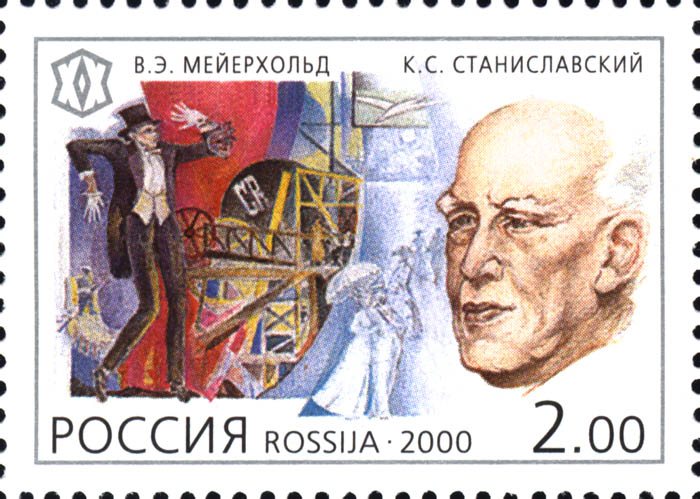
Francobollo russo commemorativo dedicato a Stanislavskij e Mejerchol'd.